# Puerto Barrios Airport
Puerto Barrios Airport är en flygplats i Guatemala. Den ligger i den östra delen av landet, 240 km nordost om huvudstaden Guatemala City. Puerto Barrios Airport ligger 10 meter över havet.
Terrängen runt Puerto Barrios Airport är platt åt nordost, men åt sydväst är den kuperad. Havet är nära Puerto Barrios Airport åt nordväst. Runt Puerto Barrios Airport är det ganska tätbefolkat, med 80 invånare per kvadratkilometer. Närmaste större samhälle är Puerto Barrios, 1,2 km väster om Puerto Barrios Airport. Omgivningarna runt Puerto Barrios Airport är en mosaik av jordbruksmark och naturlig växtlighet.